# لیتل هورستد
لیتل هورستد (به انگلیسی: Little Horsted) یک روستا و محله مدنی در بریتانیا است که در Wealden واقع شده‌است. لیتل هورستد ۱۰٫۷ کیلومتر مربع مساحت و ۲۳۳ نفر جمعیت دارد.